# Franziska John
Franziska John (nacida como Franziska Weber, Potsdam, 24 de mayo de 1989) es una deportista alemana que compite en piragüismo en la modalidad de aguas tranquilas. Está casada con el piragüista Peter John.
Participó en dos Juegos Olímpicos de Verano, obteniendo en total tres medallas, oro y plata en Londres 2012 y dos platas en Río de Janeiro 2016. En los Juegos Europeos consiguió dos medallas de plata, una en Bakú 2015 y otra en Minsk 2019.
Ha ganado 13 medallas en el Campeonato Mundial de Piragüismo entre los años 2009 y 2018, y 17 medallas en el Campeonato Europeo de Piragüismo entre los años 2009 y 2017.

## Palmarés internacional
| Juegos Olímpicos   | Juegos Olímpicos            | Juegos Olímpicos  | Juegos Olímpicos |
| Año                | Lugar                       | Medalla           | Competición      |
| ------------------ | --------------------------- | ----------------- | ---------------- |
| 2012               | Londres (Reino Unido)       | Medalla de oro    | K2 500 m         |
| 2012               | Londres (Reino Unido)       | Medalla de plata  | K4 500 m         |
| 2016               | Río de Janeiro (Brasil)     | Medalla de plata  | K2 500 m         |
| 2016               | Río de Janeiro (Brasil)     | Medalla de plata  | K4 500 m         |
| Campeonato Mundial |                             |                   |                  |
| Año                | Lugar                       | Medalla           | Competición      |
| 2009               | Dartmouth (Canadá)          | Medalla de plata  | K1 1000 m        |
| 2010               | Poznań (Polonia)            | Medalla de oro    | K1 1000 m        |
| 2011               | Szeged (Hungría)            | Medalla de plata  | K2 500 m         |
| 2011               | Szeged (Hungría)            | Medalla de plata  | K4 500 m         |
| 2013               | Duisburgo (Alemania)        | Medalla de oro    | K2 200 m         |
| 2013               | Duisburgo (Alemania)        | Medalla de oro    | K2 500 m         |
| 2013               | Duisburgo (Alemania)        | Medalla de plata  | K4 500 m         |
| 2014               | Moscú (Rusia)               | Medalla de plata  | K2 200 m         |
| 2015               | Milán (Italia)              | Medalla de bronce | K2 500 m         |
| 2015               | Milán (Italia)              | Medalla de bronce | K4 500 m         |
| 2017               | Račice (República Checa)    | Medalla de plata  | K2 500 m         |
| 2017               | Račice (República Checa)    | Medalla de plata  | K4 500 m         |
| 2018               | Montemor-o-Velho (Portugal) | Medalla de oro    | K2 200 m         |
| Juegos Europeos    |                             |                   |                  |
| Año                | Lugar                       | Medalla           | Competición      |
| 2015               | Bakú (Azerbaiyán)           | Medalla de plata  | K4 500 m         |
| 2019               | Minsk (Bielorrusia)         | Medalla de plata  | K2 200 m         |
| Campeonato Europeo |                             |                   |                  |
| Año                | Lugar                       | Medalla           | Competición      |
| 2009               | Brandeburgo (Alemania)      | Medalla de plata  | K1 1000 m        |
| 2009               | Brandeburgo (Alemania)      | Medalla de bronce | K2 500 m         |
| 2010               | Corvera (España)            | Medalla de plata  | K1 1000 m        |
| 2011               | Belgrado (Serbia)           | Medalla de plata  | K2 200 m         |
| 2011               | Belgrado (Serbia)           | Medalla de plata  | K2 1000 m        |
| 2011               | Belgrado (Serbia)           | Medalla de bronce | K4 500 m         |
| 2012               | Zagreb (Croacia)            | Medalla de oro    | K2 200 m         |
| 2012               | Zagreb (Croacia)            | Medalla de oro    | K4 500 m         |
| 2013               | Montemor-o-Velho (Portugal) | Medalla de plata  | K2 500 m         |
| 2013               | Montemor-o-Velho (Portugal) | Medalla de plata  | K4 500 m         |
| 2014               | Brandeburgo (Alemania)      | Medalla de plata  | K1 500 m         |
| 2015               | Račice (República Checa)    | Medalla de oro    | K1 1000 m        |
| 2015               | Račice (República Checa)    | Medalla de plata  | K1 500 m         |
| 2016               | Moscú (Rusia)               | Medalla de oro    | K2 200 m         |
| 2016               | Moscú (Rusia)               | Medalla de plata  | K1 500 m         |
| 2016               | Moscú (Rusia)               | Medalla de bronce | K4 500 m         |
| 2017               | Plovdiv (Bulgaria)          | Medalla de oro    | K2 500 m         |